# Lepanthes orchestris
Lepanthes orchestris är en orkidéart som beskrevs av Carlyle August Luer och Roberto Vásquez. Lepanthes orchestris ingår i släktet Lepanthes och familjen orkidéer. Inga underarter finns listade i Catalogue of Life.